# Ranunculus townsendii
Ranunculus townsendii är en ranunkelväxtart som beskrevs av John Isaac Briquet. Ranunculus townsendii ingår i släktet ranunkler, och familjen ranunkelväxter. Inga underarter finns listade i Catalogue of Life.